# Hamana herbida
Hamana herbida är en insektsart som beskrevs av Delong 1942. Hamana herbida ingår i släktet Hamana och familjen dvärgstritar. Inga underarter finns listade i Catalogue of Life.